# Lijst van rijksmonumenten in Midden-Groningen

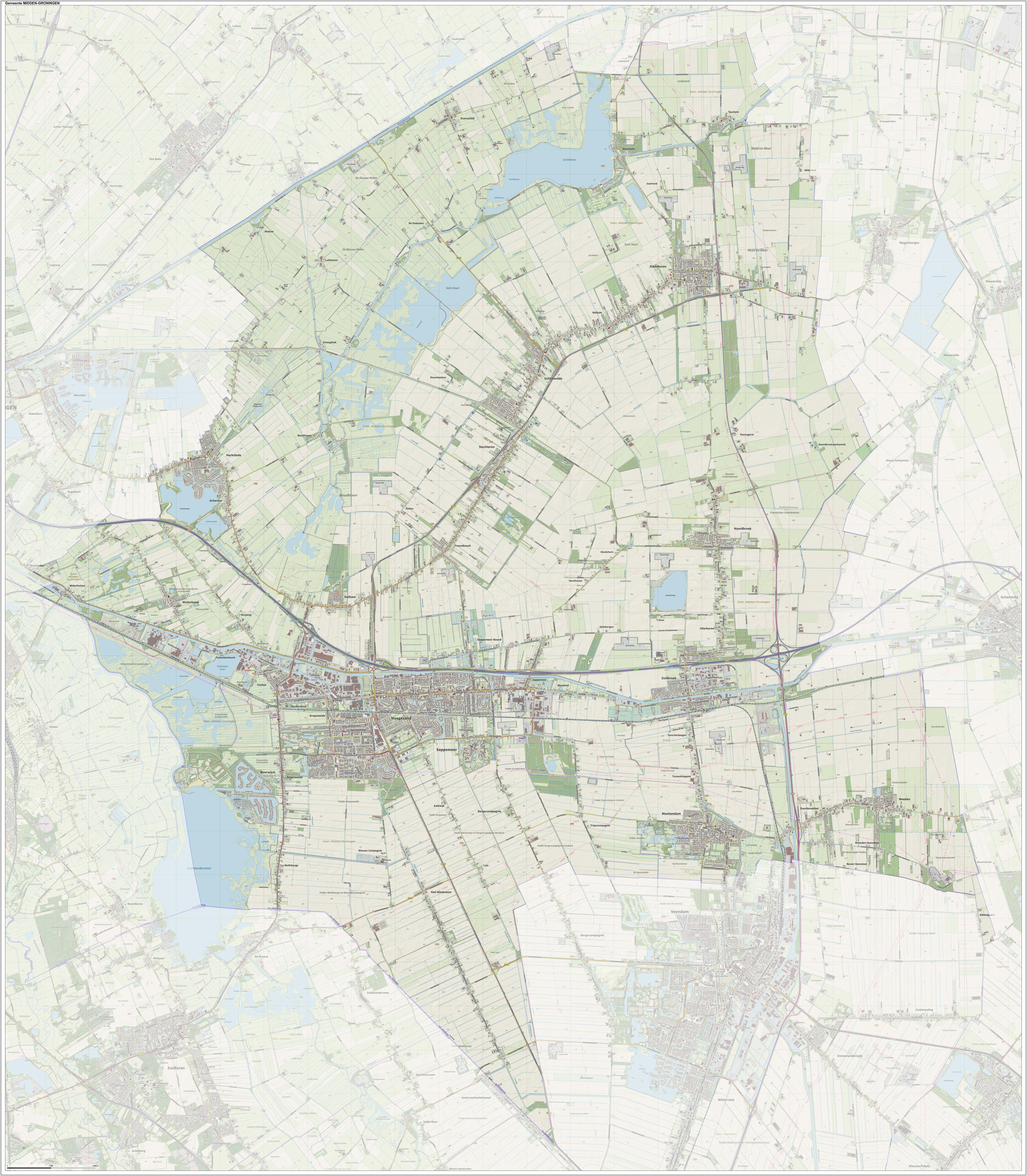
Topografisch kaartbeeld van de gemeente Midden-Groningen

De Nederlandse gemeente Midden-Groningen telt 197 inschrijvingen in het rijksmonumentenregister. Hieronder volgt een overzicht.

## Borgercompagnie
De plaats Borgercompagnie telt 21 inschrijvingen in het rijksmonumentenregister. Zie de lijst van rijksmonumenten in Borgercompagnie voor een overzicht. Borgercompanie ligt slechts gedeeltelijk in de gemeente Midden-Groningen; een gedeelte ligt in de gemeente Veendam.

## Harkstede
De plaats Harkstede telt 2 inschrijvingen in het rijksmonumentenregister.
| Object         | Oorspronkelijke functie?  | Bouwjaar                                                         | Architect                                                         | Locatie     | Coördinaten?                  | Nr.?  | Afbeelding        |
| -------------- | ------------------------- | ---------------------------------------------------------------- | ----------------------------------------------------------------- | ----------- | ----------------------------- | ----- | ----------------- |
| Hervormde kerk | Kerk en kerkonderdeel     | 13e eeuw 1657 (herst. toren) 1692-1700 (herb. kerk) 1933 (rest.) | H. Coeur en G. van der Aa (1692-1700) A.R. Wittop Koning (1933)   | Hoofdweg 63 | 53° 12' 47" NB, 6° 41' 40" OL | 33807 | Meer afbeeldingen |
| Stel's Meuln   | Industrie- en poldermolen | 1851 1861 (verb.) 1949 en 1969 (herst.) 1981-'82 (rest.)         | A. Roemeling en H. Hassing (1949) A. Doornbosch en Zn. (1981-'82) | Hamweg 2    | 53° 12' 52" NB, 6° 42' 1" OL  | 33808 | Meer afbeeldingen |

## Hellum
De plaats Hellum telt 4 inschrijvingen in het rijksmonumentenregister.
| Object                             | Oorspronkelijke functie? | Bouwjaar | Architect                 | Locatie         | Coördinaten?                  | Nr.?   | Afbeelding        |
| ---------------------------------- | ------------------------ | --- | ------------------------- | --------------- | ----------------------------- | ------ | ----------------- |
| Boerderij van het Oldambtster type | Boerderij                | 18e eeuw 1850-1875 (verb.)                                                                                       |                           | Hoofdweg 27     | 53° 14' 17" NB, 6° 50' 11" OL | 33809  | Meer afbeeldingen |
| Hervormde kerk en toren op kerkhof | Kerk en kerkonderdeel    | ca. 1100 (schip) 1200-1250 (herb. schip) 1295 (koor) middeleeuwen (toren) 1872 (torenbekroning) 1963-'66 (rest.) | K.G. Olsmeijer (1963-'66) | Hoofdweg 33     | 53° 14' 17" NB, 6° 50' 18" OL | 33810  | Meer afbeeldingen |
| Helmheerd                          | Dienstwoning             | 1882 1977 (verb.)                                                                                                | O. de Leeuw Wieland       | Hoofdweg 54     | 53° 14' 20" NB, 6° 50' 18" OL | 513608 | Meer afbeeldingen |
| Haanssluis                         | Schutsluis               | 1866-67 1909 (herb.)                                                                                             |                           | Heerenhuisweg 4 | 53° 16' 4" NB, 6° 48' 53" OL  | 527119 | Meer afbeeldingen |

## Hoogezand
De plaats Hoogezand telt 25 inschrijvingen in het rijksmonumentenregister. Zie de lijst van rijksmonumenten in Hoogezand voor een overzicht.

## Kiel-Windeweer
De plaats Kiel-Windeweer telt 5 inschrijvingen in het rijksmonumentenregister.
| Object                                                                            | Oorspronkelijke functie? | Bouwjaar           | Architect | Locatie             | Coördinaten?                 | Nr.?   | Afbeelding                                                                        |
| --------------------------------------------------------------------------------- | ------------------------ | ------------------ | --------- | ------------------- | ---------------------------- | ------ | --------------------------------------------------------------------------------- |
| Hervormde kerk en pastorie                                                        | Kerk en kerkonderdeel    | 1755 1763 (uitbr.) |           | P. Venemakade 93    | 53° 6' 45" NB, 6° 46' 50" OL | 22276  | Meer afbeeldingen                                                                 |
| Schutssluis in het Kielsterdiep                                                   | Waterkering en -doorlaat | 1907 1928 (verb.)  |           | bij Sluisweg 46     | 53° 8' 15" NB, 6° 45' 39" OL | 515858 | Meer afbeeldingen                                                                 |
| Sluiswachterswoning met aangebouwde schuur                                        | Waterkering en -doorlaat | ca. 1885           |           | Sluisweg 46         | 53° 7' 52" NB, 6° 45' 55" OL | 515859 | Meer afbeeldingen                                                                 |
| Oldambster boerderij in ambachtelijk-traditionele stijl met eclectische elementen | Boerderij                | 1865-'67           |           | Dorpsstraat 138     | 53° 6' 40" NB, 6° 46' 48" OL | 515884 | Oldambster boerderij in ambachtelijk-traditionele stijl met eclectische elementen |
| Bijschuur                                                                         | Boerderij                | 1910-1920          |           | bij Dorpsstraat 138 | 53° 6' 40" NB, 6° 46' 48" OL | 515885 | Upload foto                                                                       |

## Kolham
De plaats Kolham telt 3 inschrijvingen in het rijksmonumentenregister.
| Object                    | Oorspronkelijke functie?  | Bouwjaar                                                 | Architect                 | Locatie         | Coördinaten?                  | Nr.?   | Afbeelding        |
| ------------------------- | ------------------------- | -------------------------------------------------------- | ------------------------- | --------------- | ----------------------------- | ------ | ----------------- |
| Hervormde kerk op kerkhof | Kerk en kerkonderdeel     | oorspr. mog. 15e-eeuws 1641 (herb.) 1808 en 1829 (verb.) |                           | Hoofdweg 44     | 53° 10' 51" NB, 6° 44' 51" OL | 33811  | Meer afbeeldingen |
| Entreprise                | Industrie- en poldermolen | 1906 2000 (verwoest door brand) 2009-'10 (rest.)         | J. Wiertsema              | bij Hoofdweg 90 | 53° 10' 56" NB, 6° 44' 5" OL  | 33812  | Meer afbeeldingen |
| Station Kolham            | Transport                 | 1929 1952 (verb.) 1954 (aanbouw)                         | waarsch. A. van der Steur | Eikenlaan 62    | 53° 11' 13" NB, 6° 44' 41" OL | 513606 | Meer afbeeldingen |

## Kropswolde
De plaats Kropswolde telt 4 inschrijvingen in het rijksmonumentenregister.
| Object                    | Oorspronkelijke functie?  | Bouwjaar                                                        | Architect         | Locatie         | Coördinaten?                 | Nr.?   | Afbeelding        |
| ------------------------- | ------------------------- | --------------------------------------------------------------- | ----------------- | --------------- | ---------------------------- | ------ | ----------------- |
| De Hoop                   | Industrie- en poldermolen | 1860 (oorspr.) 1923 (herb. op huidige locatie) 1979-'81 (rest.) | Hazenberg (1923)  | Woldweg 70      | 53° 9' 33" NB, 6° 43' 21" OL | 22271  | Meer afbeeldingen |
| Hervormde kerk op kerkhof | Kerk en kerkonderdeel     | 1773 (kerk) 1888 (toren) 1986 (rest.)                           | G. Bonsema (1888) | Woldweg 115     | 53° 8' 55" NB, 6° 43' 28" OL | 22272  | Meer afbeeldingen |
| Kikkoman                  | Industrie- en poldermolen | 1925 2000 (herb. op huidige locatie)                            |                   | bij Woldweg 172 | 53° 7' 57" NB, 6° 43' 6" OL  | 526230 | Meer afbeeldingen |
| Voorm. station Kropswolde | Transport                 | 1915                                                            |                   | Woldweg 46      | 53° 9' 43" NB, 6° 43' 20" OL | 515895 | Meer afbeeldingen |

## Martenshoek
De plaats Martenshoek telt 1 inschrijving in het rijksmonumentenregister.
| Object                                              | Oorspronkelijke functie? | Bouwjaar                                                  | Architect              | Locatie     | Coördinaten?                 | Nr.?   | Afbeelding                                          |
| --------------------------------------------------- | ------------------------ | --------------------------------------------------------- | ---------------------- | ----------- | ---------------------------- | ------ | --------------------------------------------------- |
| Voorm. dekkledenfabriek en scheeptuigerij N.V. Weco | Industrie                | 1941 1944 (magazijn, werkplaats) 1961 (uitbr. werkplaats) | B.W. Smid (1941, 1944) | Werfkade 14 | 53° 9' 56" NB, 6° 44' 22" OL | 515893 | Voorm. dekkledenfabriek en scheeptuigerij N.V. Weco |

## Meeden
De plaats Meeden telt 12 inschrijvingen in het rijksmonumentenregister. Zie de lijst van rijksmonumenten in Meeden voor een overzicht.

## Muntendam
De plaats Muntendam telt 2 inschrijvingen in het rijksmonumentenregister.
| Object                      | Oorspronkelijke functie? | Bouwjaar              | Architect | Locatie             | Coördinaten?                | Nr.?   | Afbeelding                  |
| --------------------------- | ------------------------ | --------------------- | --------- | ------------------- | --------------------------- | ------ | --------------------------- |
| Hervormde kerk              | Kerk en kerkonderdeel    | 1840-'41 1961 (rest.) |           | Kerkstraat 17       | 53° 8' 7" NB, 6° 52' 16" OL | 30140  | Meer afbeeldingen           |
| Schaive Klabbe (ophaalbrug) | Brug                     | 1940                  |           | bij Tussenklappen 1 | 53° 8' 31" NB, 6° 52' 3" OL | 520978 | Schaive Klabbe (ophaalbrug) |

## Nieuwe Compagnie
De plaats Nieuwe Compagnie telt 3 inschrijvingen in het rijksmonumentenregister.
| Object                                                                            | Oorspronkelijke functie? | Bouwjaar  | Architect | Locatie                | Coördinaten?                | Nr.?   | Afbeelding  |
| --------------------------------------------------------------------------------- | ------------------------ | --------- | --------- | ---------------------- | --------------------------- | ------ | ----------- |
| Oldambster boerderij in ambachtelijk-traditionele stijl met eclectische elementen | Boerderij                | 1858      |           | Nieuwe Compagnie 1     | 53° 8' 13" NB, 6° 45' 8" OL | 515861 | Upload foto |
| Erfinrichting                                                                     | Boerderij                | 1850-1875 |           | bij Nieuwe Compagnie 1 | 53° 8' 13" NB, 6° 45' 8" OL | 515862 | Upload foto |
| Koetshuis                                                                         | Boerderij                | 1926      |           | bij Nieuwe Compagnie 1 | 53° 8' 13" NB, 6° 45' 8" OL | 515863 | Upload foto |

## Noordbroek
De plaats Noordbroek telt 18 inschrijvingen in het rijksmonumentenregister. Zie de lijst van rijksmonumenten in Noordbroek voor een overzicht.

## Overschild
De plaats Overschild telt 3 inschrijvingen in het rijksmonumentenregister.
| Object                                     | Oorspronkelijke functie?  | Bouwjaar                                     | Architect                       | Locatie         | Coördinaten?                  | Nr.?   | Afbeelding        |
| ------------------------------------------ | ------------------------- | -------------------------------------------- | ------------------------------- | --------------- | ----------------------------- | ------ | ----------------- |
| Windlust                                   | Industrie- en poldermolen | 1859 1914 (verb.) 1969, 1981 en 2003 (rest.) | J.F. Dreise H. Schuurman (1914) | bij Kanaalweg 2 | 53° 16' 57" NB, 6° 47' 4" OL  | 33813  | Meer afbeeldingen |
| Hervormde kerk met aangebouwde consistorie | Kerk en kerkonderdeel     | 1880 1920 (consistorie)                      |                                 | Graauwedijk 61  | 53° 16' 55" NB, 6° 47' 10" OL | 513601 | Meer afbeeldingen |
| Hervormde pastorie                         | Dienstwoning              | 1925 1957 (uitbr. schuur)                    | H.S. Buitenkamp                 | Graauwedijk 63  | 53° 16' 56" NB, 6° 47' 11" OL | 513602 | Meer afbeeldingen |

## Sappemeer
De plaats Sappemeer telt 18 inschrijvingen in het rijksmonumentenregister. Zie de lijst van rijksmonumenten in Sappemeer voor een overzicht.

## Scharmer
De plaats Scharmer telt 1 inschrijving in het rijksmonumentenregister.
| Object  | Oorspronkelijke functie?  | Bouwjaar           | Architect | Locatie          | Coördinaten?                  | Nr.?  | Afbeelding        |
| ------- | ------------------------- | ------------------ | --------- | ---------------- | ----------------------------- | ----- | ----------------- |
| Kerkhof | Begraafplaats en -onderdl | 17e eeuw en jonger |           | bij Hoofdweg 125 | 53° 12' 37" NB, 6° 42' 23" OL | 33814 | Meer afbeeldingen |

## Schildwolde
De plaats Schildwolde telt 17 inschrijvingen in het rijksmonumentenregister. Zie de lijst van rijksmonumenten in Schildwolde voor een overzicht.

## Siddeburen
De plaats Siddeburen telt 3 inschrijvingen in het rijksmonumentenregister.
| Object                                                                            | Oorspronkelijke functie? | Bouwjaar | Architect | Locatie      | Coördinaten?                  | Nr.?   | Afbeelding        |
| --------------------------------------------------------------------------------- | ------------------------ | --- | --------- | ------------ | ----------------------------- | ------ | ----------------- |
| Hervormde kerk en toren                                                           | Kerk en kerkonderdeel    | ca. 1200 (toren, schip) 1200-1250 (uitbr.) mog. 14e/15e eeuw (verb. toren) 1803 (herst. toren) 1832 (verb. toren) 1948-'55 (rest.) |           | Hoofdweg 124 | 53° 14' 52" NB, 6° 51' 52" OL | 33822  | Meer afbeeldingen |
| Oldambster boerderij in ambachtelijk-traditionele stijl met eclectische elementen | Boerderij                | ca. 1890 1997 (rest.) |           | Hoofdweg 90  | 53° 14' 53" NB, 6° 51' 36" OL | 513604 | Upload foto       |
| Arbeiderswoning (krimpjestype) in ambachtelijk-traditionele stijl                 | Woonhuis                 | 1939 1962 (verb.) 1990 (verb.) |           | Veenweg 2    | 53° 13' 36" NB, 6° 52' 16" OL | 513612 | Upload foto       |

## Slochteren
De plaats Slochteren telt 40 inschrijvingen in het rijksmonumentenregister. Zie de lijst van rijksmonumenten in Slochteren voor een overzicht.

## Tjuchem
De plaats Tjuchem telt 1 inschrijving in het rijksmonumentenregister.
| Object         | Oorspronkelijke functie? | Bouwjaar                         | Architect | Locatie     | Coördinaten?                  | Nr.?   | Afbeelding     |
| -------------- | ------------------------ | -------------------------------- | --------- | ----------- | ----------------------------- | ------ | -------------- |
| Hervormde kerk | Kerk en kerkonderdeel    | 1928 1982-'87 (renov. en uitbr.) | E. Rozema | Hoofdweg 37 | 53° 16' 48" NB, 6° 52' 42" OL | 513605 | Hervormde kerk |

## Westerbroek
De plaats Westerbroek telt 6 inschrijvingen in het rijksmonumentenregister.
| Object                      | Oorspronkelijke functie? | Bouwjaar                           | Architect | Locatie          | Coördinaten?                  | Nr.?   | Afbeelding        |
| --------------------------- | ------------------------ | ---------------------------------- | --------- | ---------------- | ----------------------------- | ------ | ----------------- |
| Vaartwijk                   | Boerderij                | 1797 1962 (rest.)                  |           | Oudeweg 41       | 53° 11' 24" NB, 6° 41' 19" OL | 22273  | Meer afbeeldingen |
| Hervormde kerk              | Kerk en kerkonderdeel    | oorspr. 1721 1889 (herb. na brand) |           | Oudeweg 75       | 53° 11' 5" NB, 6° 41' 10" OL  | 22274  | Meer afbeeldingen |
| Langwijck                   | Boerderij                | 18e eeuw (woondeel)                |           | Rijksweg West 63 | 53° 10' 45" NB, 6° 41' 6" OL  | 22275  | Meer afbeeldingen |
| Vaartwijk, huis             | Kasteel, buitenplaats    | 1797 1962 (rest.)                  |           | Oudeweg 41       | 53° 11' 24" NB, 6° 41' 19" OL | 515628 | Meer afbeeldingen |
| Vaartwijk, park             | Tuin, park en plantsoen  | 1800-1850                          |           | bij Oudeweg 41   | 53° 11' 24" NB, 6° 41' 18" OL | 515629 | Upload foto       |
| Vaartwijk, inrijhek met dam | Tuin, park en plantsoen  | 1775-1800                          |           | bij Oudeweg 41   | 53° 11' 24" NB, 6° 41' 18" OL | 515630 | Meer afbeeldingen |

## Zuidbroek
De plaats Zuidbroek telt 16 inschrijvingen in het rijksmonumentenregister. Zie de lijst van rijksmonumenten in Zuidbroek voor een overzicht.
Eemsdelta ·
Groningen ·
Het Hogeland ·
Midden-Groningen ·
Oldambt ·
Pekela ·
Stadskanaal ·
Veendam ·
Westerkwartier ·
Westerwolde